# Franz Semer
Franz Joseph Semer (* 25. März 1881 in Menden; † 26. Oktober 1929 in Berlin-Charlottenburg) war ein deutscher Geschäftsmann und Bankier.

## Leben und Wirken

### Frühe Jahre
Semer war ein Sohn des sauerländischen Kaufmanns Peter Semer und seiner Ehefrau.
Über Semers Aktivitäten bis zum Jahr 1921 liegen nur wenige gesicherte Informationen vor. Einem Bericht der Zeitung Montagmorgen von 1924 zufolge lebte er bis zum Ersten Weltkrieg als Eisenwarenhändler in Brüssel. Während der Kriegsjahre soll er sich dann dem Handel mit dem in Deutschland verbotenen Medikament Salvarsan gewidmet haben.
Um 1919 kam Semer in Beziehung mit dem Zentrumspolitiker Matthias Erzberger, mit dessen Hilfe er eine Firma mit dem Namen „Allgemeine Handelsgesellschaft“ gründete. Wie sich später zeigte, kam es bei der Verwaltung dieser Unternehmung zu großen Unregelmäßigkeiten. So konnte die Handelsgesellschaft allein aus der betrügerischen Verwaltung der Benedictus-Stiftung mehr als 100.000 Goldmark Gewinn erzielen.
Semer war seit dem 26. November 1918 mit Elsa Brandis (* 23. Februar 1897 in Braunschweig), einer Großnichte des Breslauer Bischofs Kardinal Adolf Bertram, verheiratet. Seine Frau reichte im Mai 1924 die Scheidung ein.

### Politische und geschäftliche Betätigung im Umkreis der Zentrumspartei
Zur Jahreswende 1919/1920 führte Semer sich als Persönlichkeit in den katholischen Kreisen Berlins sowie insbesondere der Zentrumspartei ein, indem er eine Sammlung zum Erwerb des Hauses Rauchstraße 21 im Bezirk Tiergarten organisierte, das dem päpstlichen Nuntius Eugenio Pacelli als Sitz der zu dieser Zeit in der Reichshauptstadt etablierten Nuntiatur zur Verfügung gestellt wurde. Diesbezüglich gelang es Semer unter anderem, Gelder von August Thyssen, Peter Klöckner und Louis Hagen zu erhalten. Der Vatikan verlieh ihm in Anerkennung seiner Leistungen um die Begründung der Nuntiatur den Rang eines Päpstlichen Geheimkämmerers.
Im März 1921 gründete Semer ein neues Unternehmen, die „Handels- und Diskont AG“, die ebenfalls in Berlin beheimatet war und deren Aufsichtsratsvorsitzender er wurde. Zur selben Zeit trat er öffentlich hervor, als er die Aktienmehrheit an der Germania AG erwarb, in der die Tageszeitung Germania, das Zentralorgan der Zentrumspartei, erschien. Hintergrund war, dass Matthias Erzberger, der bis zu diesem Zeitpunkt die Majorität der Aktien gehalten hatte, sie aufgrund eines Prozesses, den er damals führte, und der deswegen nicht mit seinem Namen in der Germania AG hervortreten wollte, eines seiner beiden großen Aktienpakete an Semer als seinem Vertrauensmann übertrug. Das zweite Aktienpaket wurde auf Erzbergers Staatssekretär im Reichsfinanzministerium Stephan Moesle überschrieben.
Anfang 1924 wurde Semer wegen dubioser Aktiengeschäfte und Unregelmäßigkeiten in seiner „Handels- und Diskont-A.G.“, deren Aufsichtsratsvorsitzender er war, in einen (auch politisch motivierten) Prozess verwickelt, der ihn zwang, Berlin, wo er im Villenviertel Nikolassee wohnte, zu verlassen. Der Skandal hatte schwerwiegende soziale Folgen für ihn: Seine Frau reichte im Mai 1924 die Scheidung von ihm ein. Seit 1927 wurde er zudem nicht mehr im päpstlichen „Annuario Pontifico“ als „Cameriere“ geführt.
Auch sein Aktienpaket bei der Germania stieß Semer infolge des Skandals von 1924 ab: Im Mai 1924 verkaufte er dieses an den Rittergutspächter und Zentrumsabgeordneten im Preußischen Landtag, Franz von Papen, wodurch dieser neuer Mehrheitsaktionär der Germania AG wurde. Öffentlich geriet Semer 1925 ins Zwielicht: Damals wurde bekannt, dass er 1921 sogar Erzberger gegenüber ein Doppelspiel getrieben hatte: So hatte er, während er als „Vertrauensmann“ Erzbergers fungierte, den Erzberger-Gegner Karl Helfferich heimlich mit Material versorgt, das dieser in einem Rechtsstreit mit Erzberger gegen diesen verwendet hatte.

## Ehe und Nachkommen
Aus Semers Ehe mit Else Brandis gingen die Söhne Norbert (* 12. September 1919) und Raimund Semer (* 10. Februar 1921) hervor.